# Crossostomus sobrali
Crossostomus sobrali är en fiskart som beskrevs av Lloris och Rucabado, 1989. Crossostomus sobrali ingår i släktet Crossostomus och familjen tånglakefiskar. Inga underarter finns listade i Catalogue of Life.